# Семпроний Аселион
Семпроний Аселион (на латински: Sempronius Asellio; * 158 пр.н.е.; † 91 пр.н.е.) е хронологически историк от Древен Рим от средата на 2 век пр.н.е. до началото на 1 век пр.н.е.
Произлиза от клон Аселиони на римската плебейска фамилия Семпронии. Когато е на около 24 години служи като военен трибун при Публий Корнелий Сципион Емилиан Африкански при обсадата на Нуманция в Испания (134 – 133 пр.н.е.).
Той пише в напреднала възраст Rerum Gestarum Libri (Historiae or libri rerum gestarum), историческо произведение на латински, от което са запазени само цитати при други автори. Описва хронологически събитията от 160 пр.н.е. до 91 пр.н.е. в 14 книги. Запазени са 15 фрагменти, които са в произведенията на писателя Авъл Гелий.
Цитиран е и от граматиците Ноний Марцел, Харизий, Сервий, Присциан.